# Estudios sobre los Caprichos de Paganini

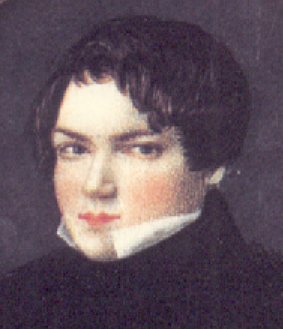
Robert Schumann en 1830.

Los Estudios sobre los Caprichos de Paganini son dos colecciones de piezas escritas para piano por Robert Schumann tomando como base los 24 Caprichos para violín de Niccolò Paganini. Se organizan en dos opus distintos: 
- Estudios sobre los Caprichos de Paganini para piano, Op. 3 es un ciclo de seis piezas escritas por Schumann en 1832.[1]
- Estudios de concierto sobre los Caprichos de Paganini, Op. 10 se compone de otras seis piezas escritas al año siguiente, en 1833.[2]

## Historia
La colección de estudios del Opus 3 se trata de transcripciones de los originales creados por Paganini para violín solo y tienen una finalidad esencialmente pedagógica ya que busca entrenar los dedos en todos los matices de ataque y dinámica. Schumann elaboró los estudios en una época en la que los arreglos para piano de piezas para violín del virtuoso italiano estaban muy de moda. El propio Liszt, que se sentía del mismo modo atraído por su colorido virtuosismo, adaptó varias obras de Paganini para su interpretación al teclado, como Grandes Études de Paganini.
El conjunto de estudios del Opus 10 es más elaborado, imaginativo y técnicamente exigente que el conjunto de título similar Op. 3. La Op. 10, como sugiere su título, estaba pensada para ser interpretada en público en concierto. Los arreglos de Schumann de los ferozmente virtuosos Caprichos de Paganini siguen bastante de cerca a los originales; el primero, en La bemol mayor, fue la inspiración para el movimiento "Paganini" del Carnaval, Op. 9 (1833-35).

## Estudios sobre los Caprichos de Paganini para piano, Op. 3
Esta colección está formada por las siguientes piezas:
- Estudio n.º 1, Agitato (basado en el Capricho n.º 5), en la menor
- Estudio n.º 2, Allegretto (basado en el Capricho n.º 9), en mi mayor
- Estudio n.º 3, Andante (basado en el Capricho n.º 11), en do mayor
- Estudio n.º 4, Allegro (basado en el Capricho n.º 13), en si bemol mayor
- Estudio n.º 5, Lento... Allegro assai (basado en el Capricho n.º 19), en mi bemol mayor
- Estudio n.º 6, Allegro molto (basado en el Capricho n.º 16), en sol menor

## Estudios de concierto sobre los Caprichos de Paganini, Op. 10
Esta colección está formada por las siguientes piezas:
- Estudio n.º 1, Allegro molto (basado en el Capricho n.º 14), en la bemol mayor
- Estudio n.º 2, Cantabile, Non troppo lento (basado en el Capricho n.º 6), en sol menor
- Estudio n.º 3, Vivace (basado en el Capricho n.º 10), en sol menor
- Estudio n.º 4, Maestoso (basado en el Capricho n.º 4), en do menor
- Estudio n.º 5, Moto perpetuo (basado en el Capricho n.º 2), en si menor
- Estudio n.º 6, Sostenuto, Allegro (basado en el Capricho n.º 3), en mi menor